# Baltasar Ortiz de Zárate
Baltasar Ortiz de Zárate (Arriola, Álava, 1818 - ¿d. de 1887?) fue un escritor español.
Muy poco se sabe sobre él. Escribió una gran novela realista de costumbres madrileñas, Los de Gumía (1887), que recuerda algunos de los títulos de Benito Pérez Galdós y que recibió una excelente crítica en Revista de España por parte de Cándido Ruiz Martínez. También la elogia modernamente Juan Ignacio Ferreras. Fue historiador y no parece haber escrito ningún otro título literario. Quizá sea el militar homónimo que tradujo la Preparación para la muerte de San Alfonso María de Ligorio del italiano.

## Obras
- Los de Gumía, s. n., s. l., pero Madrid: imprenta de A. Pérez Dubrull, 1887